# Tara sinbadensis
Tara sinbadensis is een vlokreeftensoort uit de familie van de Talitridae. De wetenschappelijke naam van de soort is voor het eerst geldig gepubliceerd in 1957 door Hurley.